# Vela Stivina
Koordinati:   43°09′30″N, 16°48′45″E
Vela Stivina je zaliv in istoimenski zaselek z majhnim pomolom na otoku Hvaru (Hrvaška).
Vela Stivina je razmeroma globok zaliv, ki leži na severni obali Hvara, okoli 10 km vzhodno od Jelse. Na koncu okoli 230 m dolgega in do 80 m širokega zaliva stoji zaselek Vela Stivina. Pri zaselku je manjši pristan, ki ga koristijo prebivalci vasice Poljica, z okoli 35 m dolgim, pomolom - (valobranom) in sidriščem pred njim. Na pomolu so štiri bitve. Globina morja ob pomolu je do 3 metre. Kadar piha močan severni ali zahodni veter je sidrišče zelo nesigurno.